# Зеленополянська сільська рада (Поліський район)
| Зеленополянська сільська рада — колишній орган місцевого самоврядування у Поліському районі Київської області з адміністративним центром у с. Зелена Поляна. Сільській раді були підпорядковані населені пункти: - с. Зелена Поляна |

## Склад ради
Рада складалася з 12 депутатів та голови.

### Керівний склад ради
| ПІБ                    | Основні відомості                                                 | Дата обрання | Дата звільнення |
| ---------------------- | ----------------------------------------------------------------- | ------------ | --------------- |
| Ємець Галина Василівна | Сільський голова, 1965 року народження, освіта                    | 26.03.2006   | 31.10.2010      |
| Ємець Галина Василівна | Сільський голова, 1965 року народження, освіта вища, позапартійна | 31.10.2010   |                 |

Примітка: таблиця складена за даними джерела